# San Pablo Nuevo
San Pablo Nuevo est un corregimiento situé dans le district de David, province de Chiriquí, au Panama. En 2010, la localité comptait 1 752 habitants.